# Joseph Pitton de Tournefort
Joseph Pitton de Tournefort (Aix-en-Provence, 5 juni 1656 – Parijs, 28 december 1708) was een Frans botanicus. Tournefort is van blijvend belang omdat hij de eerste was die een duidelijke definitie van het concept van plantengeslachten heeft gegeven. Van hem is waarschijnlijk ook de term herbarium afkomstig, waarmee een collectie geconserveerde specimens van planten wordt aangeduid.

## Opleiding
De vader van Joseph Pitton de Tournefort, Pierre Pitton, heer van Tournefort, echtgenoot van Aimare de Fagouë, bezat een aanzienlijk fortuin. Hij kon het zich veroorloven Joseph voor te bestemmen voor een beroep waarmee hij geen inkomen vergaarde, en besloot dat zijn zoon geestelijke moest worden. Joseph volgde zijn opleiding op het gymnasium bij de jezuïeten, waar hij grondige kennis opdeed van de klassieke talen. Hij raakte echter al snel veel meer geboeid door de botanie en leerde daar de beginselen van bij een apotheker in Aix-en-Provence. De dood van zijn vader, in 1677, stelde hem in de gelegenheid verder zijn eigen doelen na te streven, die met name op het terrein van de plantkunde lagen.
In 1678 doorkruiste hij de Savoye en de Dauphiné waarvandaan hij een flinke hoeveelheid planten meebracht om zijn eigen herbarium aan te leggen. In 1679 vertrok hij naar Montpellier om daar geneeskunde en anatomie te studeren maar ook om de flora van dat gebied te leren kennen. In april 1681 ging hij naar Barcelona, waar hij ook de omgeving verkende. Het leven daar was niet gemakkelijk. Men zegt dat hij zijn geld in zijn brood moest verstoppen om aan dieven te ontkomen. Eind 1681 keerde hij in Montpellier terug en van daar reisde hij even later door naar Aix-en-Provence, met een grote hoeveelheid planten om zijn herbarium uit te breiden. Dat herbarium bevatte nu planten uit de Provence, de Languedoc, de Dauphiné, Catalonië, de Alpen en de Pyreneeën.

## Carrière
In 1683 was zijn herbarium zo rijk aan soorten en zo befaamd, dat Guy-Crescent Fagon, lijfarts van de echtgenote van de kroonprins en van wijlen de koningin, en de latere lijfarts van Lodewijk XIV, hem naar Parijs liet komen en hem zijn leerstoel in de botanie aan de koninklijke plantentuin overdroeg, omdat hij daar door drukke andere bezigheden geen tijd meer voor had. Tourneforts lessen werden geroemd en trokken veel toehoorders, ook uit het buitenland.

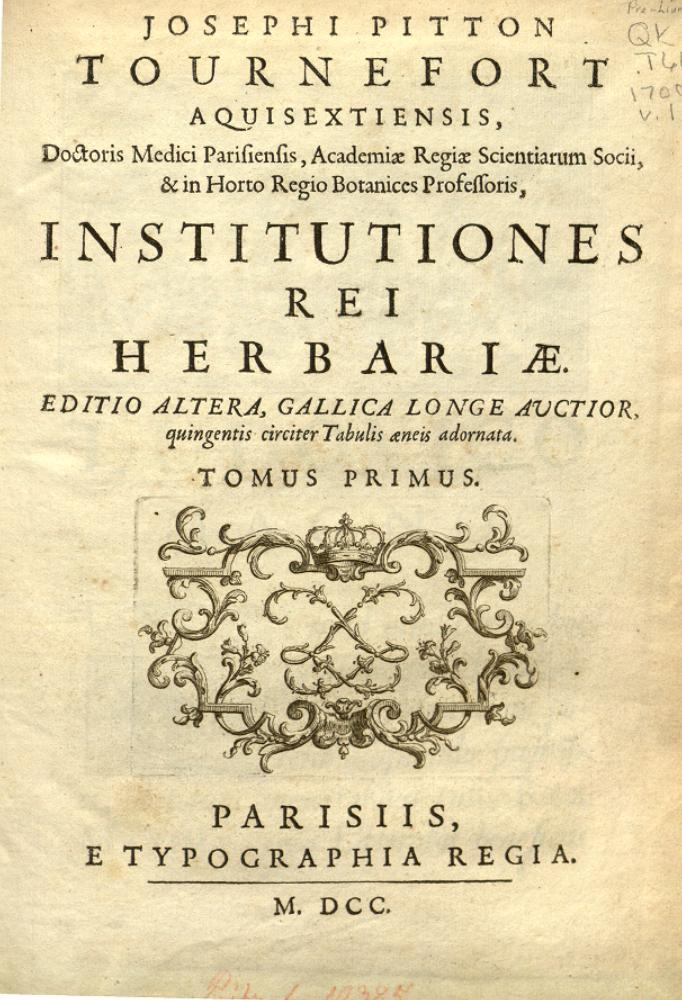
Titelpagina van Institutiones rei herbariae.

Zijn nieuwe baan weerhield hem er niet van om nog reizen te maken. Hij keerde in 1688 nog eens terug naar Spanje en reisde zelfs verder naar Portugal. Hij verzamelde daar veel planten maar ontmoette er weinig botanici. In Andalusië probeerde hij te achterhalen hoe het zat met de voortplanting van de tweehuizige palmen maar hij vond er niemand die hem daar het fijne van kon vertellen. Hij reisde ook naar Holland en Engeland, waar hij wél verschillende botanici van naam ontmoette. Paul Hermann, hoogleraar in Leiden, bood hem zelfs zijn leerstoel in de botanie aan, gefinancierd door de Staten-Generaal, tegen een jaargeld van 4000 pond, veel hoger dan zijn gage in Parijs, maar Tournefort sloeg het aanbod af.
In 1691 werd Tournefort op voorspraak van Bignon lid van de Académie des Sciences. In 1694 publiceerde hij zijn eerste belangrijke werk: Élémens de botanique, waarin hij planten in geslachten indeelde op basis van de structuur van hun bloemen en vruchten. Dit werk, dat veel succes had, vertaalde hij vervolgens zelf in het Latijn en publiceerde het onder de titel Institutiones rei herbariae.
In 1696 werd hij doctor in de medicijnen aan de faculteit geneeskunde in Parijs. In 1698 liet hij een Parijse flora verschijnen onder de titel Histoire des plantes qui naissent aux environs de Paris, avec leur usage en médecine, een werk van 543 pagina's, opgedragen aan Fagon.
Van begin 1700 tot juni 1702 maakte hij in opdracht van Lodewijk XIV een reis naar de eilanden in de Egeïsche Zee, de kusten van de Zwarte Zee en het binnenland van Anatolië, Georgië en Armenië.
Tournefort werd in 1706 benoemd tot hoogleraar in de botanie en de geneeskunde aan het gerenommeerde Collège de France.

## Reizen

De reizen van Tournefort.

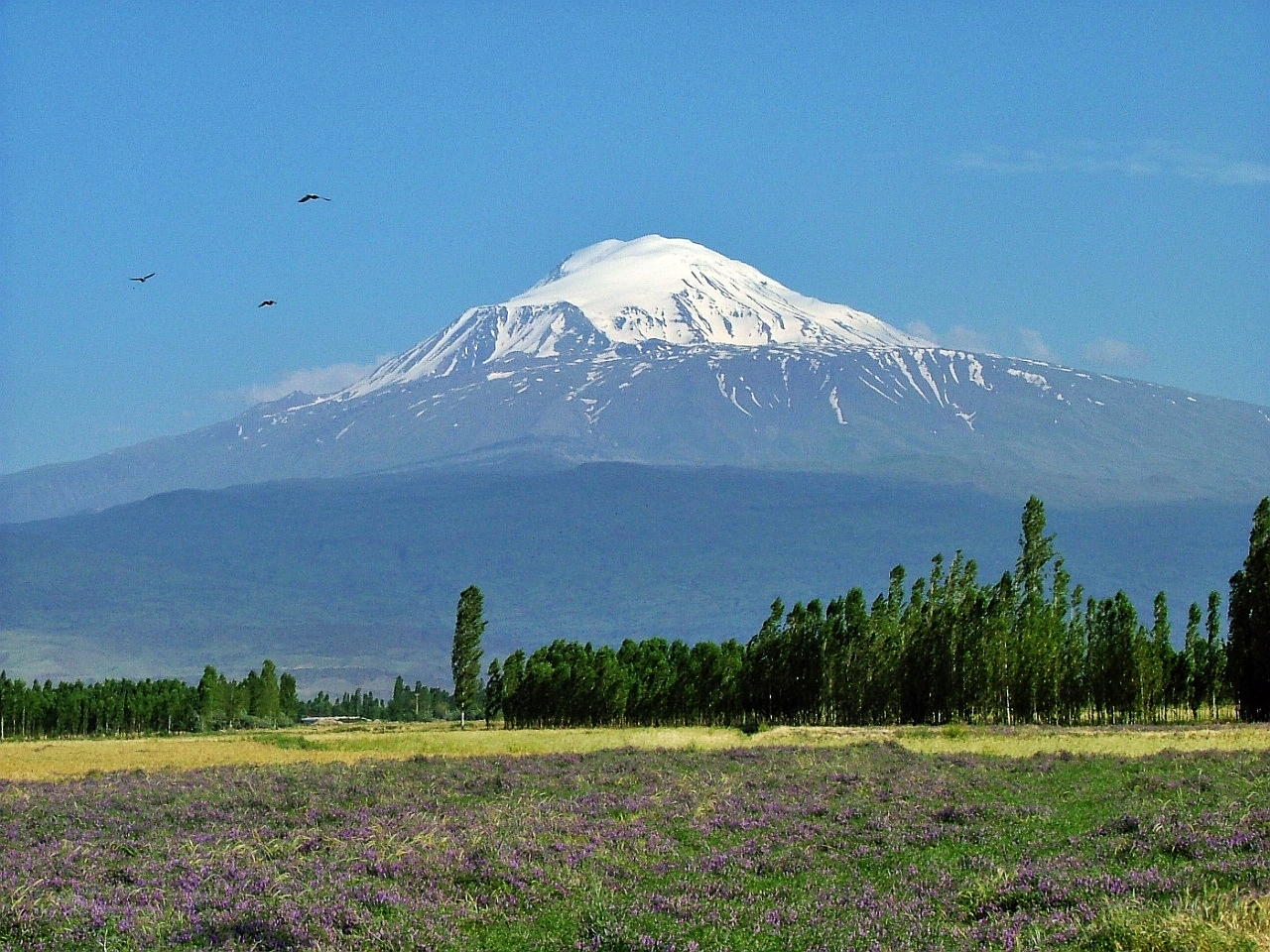
De berg Ararat, het verste punt van "de reis naar de Levant".

In het voorgaande zijn Tourneforts reizen naar het Iberisch schiereiland, de Pyreneeën, Holland en Engeland al genoemd. Op voordracht van de graaf van Pontchartrain, en met het doel waarnemingen te doen op het gebied van natuurlijke historie en geografie maar ook op het gebied van verder alles wat met handel te maken had, kreeg Tournefort in 1700 de opdracht van Lodewijk XIV om naar de Levant te reizen. Die opdracht nam hij met beide handen aan. Hij liet zich op die tocht begeleiden door de Duitse arts en botanicus Andreas von Gundelsheimer (1668-1715) en de schilder Claude Aubriet (1651-1743).
Op 5 maart 1700 vertrok Tournefort van Parijs naar Marseille, waar hij op 23 april scheep ging naar Kreta. De volgende haltes waren de eilanden Milos, Sifnos, Paros, Naxos, Amorgos, Syros, Kea, Andros, Tinos en Chios. Hij reisde door de Zee van Marmara en bezocht Constantinopel. De reis ging verder naar Sinop en Trabzon aan de Zwarte Zee. Van daar ging het over land naar Erzurum en Kars in Anatolië en Tiflis in Georgië. Hij bezocht Jerevan in Armenië en de berg Ararat. Hij keerde terug via Angora, Bursa en Smyrna. In die haven ging hij op 13 april 1702 scheep naar Marseille, waar hij op 3 juni aankwam. Het plan om ook naar Afrika te gaan werd opgegeven omdat er in Egypte pest heerste. Van deze reis is minutieus verslag gedaan in Relation d'un voyage du Levant fait par ordre du roy, dat in 1717 postuum verscheen.
Tournefort en zijn beide reisgenoten kregen tijdens de reis te maken met veel (deels avontuurlijke) moeilijkheden: storm in de Cycladen, verdenking door de plaatselijke autoriteiten van de stad Kars, waar ze werden aangezien voor Russische spionnen. Tekort aan inkt en papier om een herbarium te kunnen maken. Bovendien wisten Tournefort en zijn paard zich nog maar net het hoofd boven water te houden bij de oversteek van een rivier vlak bij de berg Ararat.
De wetenschappelijke beschrijvingen in het reisverslag zijn niet alleen gewijd aan planten, maar ook aan de productie ter plekke van bijvoorbeeld mastiek en laudanum. Tournefort schreef daarnaast ook over archeologie en geologie en over de verdedigingswerken van de steden die ze aandeden. En in totaal beschreef en benoemde hij 1356 soorten en 25 geslachten van planten, nieuw voor de wetenschap.

## Overlijden
Joseph Pitton de Tournefort genoot een goede gezondheid en was in de bloei van zijn leven toen hij, in Parijs met een pakket planten onder de arm onderweg vanuit de botanische tuin, werd aangereden door een kar in de Rue Lacépède. Hij verloor veel bloed en na een ziekbed van een maand overleed hij op 28 december 1708, 52 jaar oud. Hij was nog wel in staat zijn manuscripten over te dragen aan de zorg van Michel-Louis Reneaulme de La Garance (1676-1739), een vriend en leerling. In zijn testament schonk hij zijn bibliotheek aan zijn vriend abbé Bignon en zijn natuurhistorische verzameling aan de koning, met als doel die toegankelijk te houden voor andere wetenschappers. Zijn plaats aan de Académie des Sciences werd ingenomen door zijn voormalige leraar Pierre Magnol.

## Wetenschappelijke bijdragen

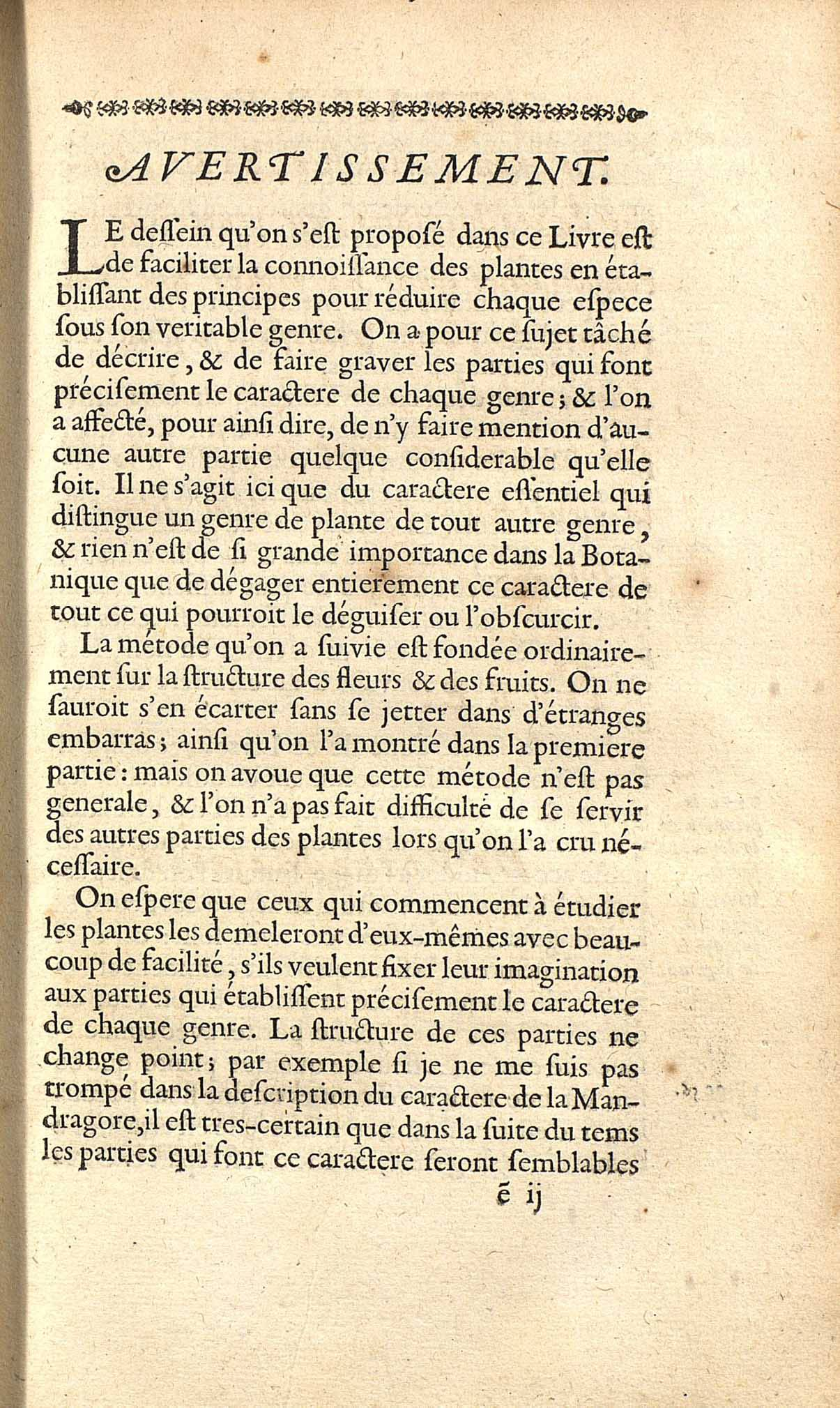
Eerste pagina van Avertissement in Élémens de botanique, waarin Tournefort onderscheid maakt tussen soorten en geslachten.

Tournefort liet een uitgebreid herbarium na. Het wordt tegenwoordig bewaard in het Muséum national d'histoire naturelle (P) en beheerd als aparte collectie (P-TRF).
In zijn eerste grote werk, Élémens de botanique (1694), beschreef Tournefort 7000 planten, ordelijk gegroepeerd in ruim 700 geslachten. Om dat te kunnen doen was het nodig dat hij een goede definitie gaf van het concept geslacht, en hij was de eerste die een duidelijk onderscheid maakte tussen een soort (species) en een geslacht (genus). Zie hiervoor ook de nevenstaande afbeelding.
Tourneforts hoofdindeling van het plantenrijk was klassiek (bomen, kruiden) maar voor de onderverdeling in geslachten gebruikte hij kenmerken van de bloemen en vruchten, wat vernieuwend was en de weg baande voor het werk van Linnaeus later. Tournefort gold onder zijn tijdgenoten als een autoriteit op botanisch gebied en zijn indeling van het plantenrijk werd door veel collega's overgenomen als "het systeem van Tournefort". Linnaeus nam enkele decennia later veel van zijn beschrijvingen en namen van geslachten over.
Het is nodig hier nog even stil te staan bij het systeem van Tournefort. Op het moment dat hij dat publiceerde, waren botanici al meer dan een eeuw zoekende naar een methode om het hele plantenrijk systematisch in te kunnen delen. Uit het postume werk Historia plantarum (1751-1771) van Gessner (1516-1565) blijkt dat diens ontijdig overlijden (aan de pest) de botanie wellicht op een eeuw achterstand had gezet want hij had al het voor die tijd lumineuze idee om een indeling te baseren op bloemen en vruchten. Maar botanici als Andrea Cesalpino (1519-1603), Gaspard Bauhin (1560-1624), Robert Morison (1620-1683), John Ray (1627-1705) en Paul Hermann (1646-1695), die allemaal een systeem bedachten, waren er niet in geslaagd een methode te vinden die voor alle planten toepasbaar was. Tournefort kwam niet alleen met een systematische indeling van de geslachten, hij plaatste ze ook in klassen. Hij deed dat zo methodisch dat hij voor de 1356 nieuwe soorten die hij meebracht van zijn "reis naar de Levant" slechts 25 nieuwe geslachten hoefde te maken maar niet één nieuwe klasse. Het systeem van Tournefort leek daarmee het eerste universeel toepasbare systeem, wat een baanbrekende prestatie was, en verklaart waarom hij bij zijn tijdgenoten zoveel respect genoot.
Wellicht minder tot de verbeelding sprekend maar wél relevant is dat hij de term "herbarium" gebruikte voor een verzameling geconserveerde planten. Tot die tijd waren daarvoor verschillende namen in omloop, zoals Hortus siccus (gedroogde tuin). Vanaf Tournefort kwam daarvoor de term herbarium in zwang.

## Botanisch oeuvre

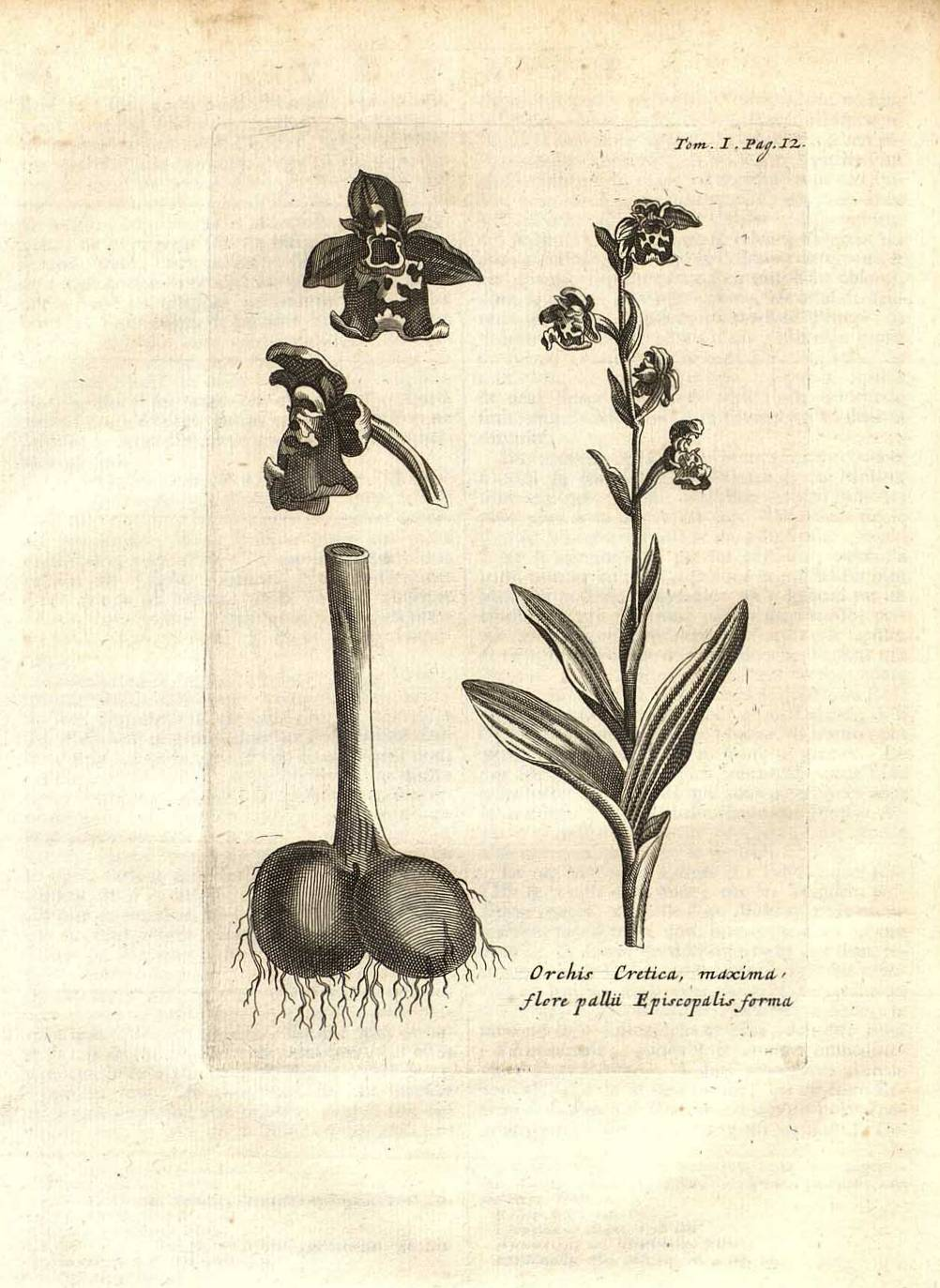
Orchis cretica maxima flore pallii (Ophrys episcopalis Poir.) uit Relation d'un voyage du Levant

- Élémens de botanique ou méthode pour connoître les plantes (Parijs, 1694), 3 delen. met 451 platen, waarin 7000 soorten worden genoemd. deel 1[dode link], deel 2, platen, deel 3, platen.
- De optima methode instituenda in re herbaria (Parijs, 1697), eigenlijk een brief aan William Sherard (1659-1728), 27 pagina's, met een verdediging van zijn indeling van het plantenrijk.
- Histoire des plantes qui naissent aux environs de Paris avec leur usage dans la médecine (Parijs, 1698), 1 deel; Tweede druk aangevuld door Bernard de Jussieu (Parijs, 1725), 2 delen. deel 1, deel 2.
- Institutiones rei herbariae, editio altera (Parijs, 1700), 3 delen, Latijnse vertaling en aanvulling van Élémens de botanique. deel 1, deel 2, platen, deel 3, platen. Een editio tertia, met een beknopt overzicht van het leven van Tournefort en een lofrede op zijn methodes is uitgegeven door Antoine de Jussieu (Lyon, 1719). deel 1, deel 2, platen, deel 3, platen.
- Corollarium institutionum rei herbariae in quo plantae 1356 munificentia Ludovici Magni in orientalibus regionibus observatae recensentur et ad genera sua revocantur (Parijs, 1703). Dit is een supplement in het Latijn bij "Institutiones.." dat ook als apart onderdeel werd bijgevoegd in de postume uitgave van 1719, en waarin de plantensoorten die tijdens de reis naar de Levant verzameld zijn worden opgesomd en beschreven. Corollarium.
- Relation d'un voyage du Levant fait par ordre du roy (Parijs, 1717), 2 delen. Dit werk is vertaald in het Nederlands (1717), Engels (1741) en Duits (1776). deel 1, deel 2.
- Traité de la matière médicale ou l'histoire et l'usage des médicaments et de leur analyse chimique Postuum uitgegeven werk, verzorgd door Besnier (Parijs, 1717), 2 delen.

## Eponiemie
- Linnaeus heeft het geslacht Tournefortia, nu in de familie der Boraginaceae, naar Tournefort vernoemd.[18]

Er is een honderdtal verschillende plantensoorten waarvan het epitheton (de toenaam) naar Tournefort verwijst. Enkele voorbeelden:
- Eryngium tournefortianum Sternb. uit de familie de Apiaceae
- Achillea tournefortii DC. uit de familie der Asteraceae
- Lunaria tournefortii Sibth. ex DC. uit de familie der Brassicaceae
- Cytisus tournefortianus Loisel. uit de familie der Fabaceae
- Malva tournefortiana L. uit de familie der Malvaceae
- Guettarda tournefortiopsis Standl. uit de familie der Rubiaceae[19]

- Bibsys: 2014773
- Biblioteca Nacional de España: XX1351238
- Bibliothèque nationale de France: cb12282135v (data)
- Author citation (botany): Tourn.
- Catàleg d'autoritats de noms i títols de Catalunya: 981058529589306706
- Gemeinsame Normdatei: 117628905
- International Standard Name Identifier: 0000 0001 2099 9374
- Library of Congress Control Number: n84102390
- Mathematics Genealogy Project: 101861
- Nationale Bibliotheek van Tsjechië: mzk2008479917
- Nationale bibliotheek van Australië: 35546260
- Nationale Bibliotheek van Israël: 987007269042505171
- Nationale Bibliotheek van Polen: a0000003171908
- Nederlandse Thesaurus van Auteursnamen: 07000417X
- Istituto Centrale per il Catalogo Unico: SBLV201733
- LIBRIS: 237389
- SNAC: w6rf6402
- Système universitaire de documentation: 031647987
- Museum of New Zealand Te Papa Tongarewa: 50703
- Trove: 991308
- Virtual International Authority File: 24663685
- WorldCat: E39PBJg8HRDjYkvCwCgCCfpwYP